# غودرون شتوك
غودرون شتوك (بالألمانية: Gudrun Stock)‏ هي دراجة ألمانية، ولدت في 23 مايو 1995 في دغندورف في ألمانيا.

## وصلات خارجية
- غودرون شتوك على موقع أرشيف الدراجات (الإنجليزية)
- غودرون شتوك على موقع إحصائيات الدراجات الإحترافية (الإنجليزية)
- غودرون شتوك على موقع نسبة الدراجات (الإنجليزية)
- غودرون شتوك على موقع اللجنة الأولمبية الدولية (الإنجليزية)
- غودرون شتوك على موقع أوليمبيديا (الإنجليزية)
- غودرون شتوك على موقع اللجنة الأولمبية الألمانية (الألمانية)